# Vegusdal
Vegusdal är en kyrkby i Birkenes kommun i Agder fylke i södra Norge. Orten ligger där fylkesväg 42 möter fylkesväg 405. Här finns Vegusdals kyrka.
Tidigare har orten tillhört dåvarande Vegusdals kommun.